# Приволжское (Марксовский район)
Приво́лжское (до 1942 года — Борегардт) — село в Марксовском районе Саратовской области, административный центр Приволжского муниципального образования. Пригород Маркса.
Основано как немецкая колония Борегардт в 1766 году.
Население — 1411 (2010).

## Физико-географическая характеристика
Село находится в Низком Заволжье, относящемся к Восточно-Европейской равнине, на берегу залива Волгоградского водохранилища, образованного в устье реки Малый Караман, к югу от города Маркс. Высота центра населённого пункта — 25 метров над уровнем моря. В окрестностях населённого пункта распространены тёмно-каштановые солонцеватые и солончаковые почвы.
По автомобильным дорогам расстояние до областного центра города Саратова — 59 км, до города Энгельс — 49 км. У села проходит региональная автодорога Р226 (Волгоград — Энгельс — Самара)
Климат
Климат умеренный континентальный (согласно классификации климатов Кёппена — Dfa). Многолетняя норма осадков — 482 мм. Наибольшее количество осадков выпадает в декабре — 50 мм, наименьшее в марте и апреле — по 29 мм. Среднегодовая температура положительная и составляет + 6,6 °С, средняя температура самого холодного месяца января −10,2 °С, самого жаркого месяца июля +22,9 °С.

## История
Основано 27 августа 1766 года вызывателем бароном Борегардом. Первые поселенцы — 67 семей из Ангальт-Цербста и Франкфурта-на-Майне. До октября 1918 года немецкая колония Екатериненштадтской волости Николаевского уезда Самарской губернии. Названа по имени барона Борегарда (фр. le Baron de Canea de Beauregard). По указу от 26 февраля 1768 года о наименованиях немецких колоний сохранила прежнее название.
В 1774 году колония разграблена пугачёвцами.
В 1859 году в селе имелись лютеранская церковь, училище, мельница. В 1878 году 36 человек эмигрировало в Америку. В 1910 году в селе Борегардт насчитывалось 350 дворов с числом жителей 1164 души мужского пола, 1202 — женского, всего 2366 душ обоего пола поселян-собственников, немцев, лютеран и католиков. Количество надельной земли удобной показано 5314 десятин, неудобной — 1059 десятин. Село имело церковь и 3 школы: земскую и две церковно-приходских.
После образования трудовой коммуны (автономной области) немцев Поволжья и до ликвидации АССР немцев Поволжья в 1941 году, село Борегардт — административный центр Борегардтского сельского совета Марксштадтского кантона.
В голод 1921 года в селе родилось 111, умерли 317 человек. В 1926 году в селе имелись сельсовет, сельскохозяйственное кооперативное товарищество, начальная школа. В 1926 году в Борегардтский сельсовет входили: село Борегардт, выселок Мечетка, хутора Суслы, Мечетерфельд, Роорграбен, Альте-Тенне, Лесная сторожка.
28 августа 1941 года был издан Указ Президиума ВС СССР о переселении немцев, проживающих в районах Поволжья. Немецкое население депортировано в Сибирь и Казахстан, село, как и другие населённые пункты Марксштадтского кантона было включено в состав Саратовской области. Село переименовано в Приволжское. Во многом благодаря близости к районному центру село быстро вновь наполнилось жителями (в основном переселенцами из западных регионов страны).

## Население
| 1767  | 1773  | 1788  | 1798  | 1816  | 1834  | 1850  |
| ----- | ----- | ----- | ----- | ----- | ----- | ----- |
| 74    | ↗204  | ↘168  | ↗241  | ↗365  | ↗610  | ↗869  |
| 1859  | 1889  | 1897  | 1904  | 1907  | 1910  | 1920  |
| ↘848  | ↗1369 | ↗1608 | ↗1707 | ↗2071 | ↗2366 | ↘2217 |
| 1922  | 1926  | 1931  | 2002  | 2010  |       |       |
| ↘1306 | ↗1363 | ↗2087 | ↘1333 | ↗1411 |       |       |

Национальный состав
В 1931 году 100 % населения села составляли немцы.

## Инфраструктура
В селе имеется: средняя общеобразовательная школа, детский сад, детская школа искусств, птицезавод, продуктовые магазины, отделение почтовой связи, ФАП, дом культуры, администрация Приволжского МО.